# Arkkitehti
Arkkitehti (Ark) est une revue d'architecture publiée par l'association finlandaise des architectes en Finlande .

## Rédacteurs en chef
Parmi les rédacteurs en chef,,:
- 2009–       Jorma Mukala
- 2000–2008,  Harri Hautajärvi
- 1996–1999,  Esa Laaksonen
- 1992–1995,  Pentti Kareoja
- 1988–1992,  Kaarin Taipale
- 1981–1988,  Marja-Riitta Norri
- 1977–1980,  Markku Komonen
- 1972–1977,  Jussi Vepsäläinen
- 1971,       Esko Lehesmaa
- 1969–1970,   Tapani Eskola
- 1967–1968,   Kirmo Mikkola
- 1960–1966,  Pekka Laurila
- 1958–1959,  Nils-Erik Wickberg
- 1956–1957,  Aarno Ruusuvuori
- 1952–1956,  Nils-Erik Wickberg
- 1950–1951,  Veikko Larkas
- 1946–1949,  Nils-Erik Wickberg
- 1941–1945,  Aulis Blomstedt
- 1937–1940,  Yrjö Lindegren
- 1935–1936,  Yrjö Laine
- 1931–1934,  Hilding Ekelund
- 1928–1930,   Martti Välikangas
- 1921–1927,   Carolus Lindberg
- 1917–1919,  Alarik Tawaststjerna
- 1912–1916,  Birger Brunila
- 1908–1911,  Sigurd Frosterus
- 1906–1907,   Waldemar Wilenius
- 1903–1905,   Birger Brunila